# Гольдштик, Михаил Александрович
Михаил Александрович Гольдштик (27 января 1930, Ленинград — 18 декабря 1997) — учёный, специалист по гидродинамике и теплообмену, доктор физико-математических наук, профессор.

## Биография
Родился 27 января 1930 года в Ленинграде. В детстве имел фотографическую память — взглянув на страницу, мгновенно запоминал весь текст. Фотопамять пропала во время войны после ампутации ноги, проведённой из-за осколочного ранения, полученного на крыше дома при тушении зажигательных бомб в блокадном Ленинграде.
Окончил Ленинградский Политехнический Институт и работал инженером в Центральном Котло-Турбинном Институте, где получил свой первый крупный научный результат. Анализируя течение в центробежной форсунке, создал математическую модель взаимодействия вихря с торцевой стенкой и обнаружил парадоксальный эффект, доказав, что решение существует и единственно при слабом вихре, но не существует при сильном вихре [1].
В это время (1960) в Московском Университете проходил первый всесоюзный съезд по механике. Гольдштик взял отпуск за свой счёт, отправился в Москву, «подстерёг» председателя съезда академика Седова и попросил доложить полученный результат. «Гриша — сказал Седов сопровождавшему его профессору Баренблатту — прочтите рукопись. А вы, молодой человек, приходите сюда завтра в это же время». В результате был организован специальный семинар, где МАГ рассказал об обнаруженном им парадоксе. «Дайте мне рукопись — сказала присутствовавшая на семинаре математик, член-корреспондент АН СССР Ольга Александровна Ладыженская — думаю, что найду ошибку». Но её вердикт был, что всё верно. Так Гольдштик стал известным молодым учёным и был принят в ленинградский филиал Института математики имени Стеклова. Степень кандидата наук ему была присуждена на основании автореферата и статьи [1].
Следующий судьбоносный результат связан с переходом в Сибирское отделение АН. Его основатель академик Лаврентьев поставил задачу о течении в траншее, которая имела прикладное значение для захоронения радиоактивных отходов на дне океана. Гольдштик решил эту задачу и показал, что течение в траншее довольно сильное, и поэтому траншеи не годятся для захоронения. Послал отчёт Лаврентьеву, доложился на его семинаре и был им приглашён в Новосибирский Академгородок работать в Институте Теплофизики СОАН. Задача Лаврентьева стала основой докторской диссертации МАГа (1964).
Главный экспериментальный результат, полученный в ИТ, — модель вихревого ядерного реактора и обнаруженное квази-кристаллическое состояние слоя частиц. Этот результат получил признание, как открытие (тогда секретное). Несекретные результаты суммированы в пяти книгах [2-6].
Необычные обстоятельства связаны и с переездом Гольдштика в США. Их инициировала брошюра [7], напечатанная на русском, но с английской аннотацией. Через восемь лет брошюра неведомым образом попала в Корнельский Университет к профессору Джону Ламли и так его заинтриговала, что он пригласил авторов на семинар. И разослал по университетам США сообщение, что приезжают русские специалисты по структурной турбулентности, не хотите ли с ними пообщаться. Откликнулся профессор Фазли Хуссейн из Хьюстона. Сотрудничество с Хуссейном постепенно переросло в постоянную работу в Хьюстонском Университете.
Самый крупный научный результат, полученный в США, — экспериментальное обнаружение аномальной диффузии [8]. Самое интересное изобретение — двигатель внутреннего сгорания с жидким поршнем [9]. К сожалению, воплотить эту идею в жизнь он не успел. Умер во время неудачной пересадки сердца 18 декабря 1997 года.
1 Гольдштик М. А. 1960 Одно парадоксальное решение уравнений Навье-Стокса. Прикладная математика и механика, т. 24, вып. 4, с. 610—621.
2 Гольдштик М. А., Штерн В. Н. 1977 Гидродинамическая устойчивость и турбулентность. Новосибирск, Наука, 366 с.
3 Гольдштик М. А. 1981 Вихревые потоки. Новосибирск, Наука, 366 с.
4 Гольдштик М. А. 1982 Структурная турбулентность.. Новосибирск, ИТ СОАН СССР, 166 с.
5 Гольдштик М. А. 1984 Процессы переноса в зернистом слое. Новосибирск, ИТ СОАН СССР, 163 с.
6 Гольдштик М. А., Штерн В. Н., Яворский Н. И. 1989 Вязкие течения с парадоксальными свойствами. Новосибирск, Наука, 336 с.
7 Гольдштик М. А., Штерн В. Н. 1981 Структурная турбулентность в диссипативных системах. Препринт 74-81, ИТ СОАН СССР, 48 с.
8 Goldshtik, M. A., Hisain, H. S., Hussain, F. 1992 Loss of homogeneity in a suspension by kinematic action. Nature 357, 141—142.
9 Goldshtik, M. A. 1992 Patent US5127369 — Engine employing rotating liquid as a piston.